# Anto Drobnjak
Anto Drobnjak (sinh ngày 21 tháng 9 năm 1968) là một cầu thủ bóng đá người Serbia.

## Đội tuyển bóng đá quốc gia Serbia
Anto Drobnjak thi đấu cho đội tuyển bóng đá quốc gia Serbia từ năm 1996 đến 1998.

## Thống kê sự nghiệp
| Đội tuyển bóng đá Serbia | Đội tuyển bóng đá Serbia | Đội tuyển bóng đá Serbia |
| Năm                      | Trận                     | Bàn                      |
| ------------------------ | ------------------------ | ------------------------ |
| 1996                     | 1                        | 0                        |
| 1997                     | 2                        | 1                        |
| 1998                     | 3                        | 1                        |
| Tổng cộng                | 6                        | 2                        |